# Таррес, Хорди (мототриалист)
Хорди Таррес (исп. Jordi Tarrés Sánchez; 10 сентября 1966, Рельинарс) — испанский мототриалист, 7-кратный чемпион мира по мототриалу, 9-кратный чемпион Испании, 7-кратный победитель «Триала Наций» в составе команды Испании.
Считается, что Хорди Таррес произвел революцию в мире триала в середине 1980-х годов, продемонстрировав инновационный стиль с применением элементов из велотриала, которым он занимался до перехода в мототриал. В частности, он одним из первых привнёс в мототриал прыжки на мотоцикле из стоячего положенрия с отрывом обоих колёс и ряд других приёмов. Кроме того, именно Таррес был первым гонщиком, привлекшим к своим выступлениям многочисленных спонсоров, что способствовало популяризации триала как профессионального спорта.

## Начало спортивной карьеры
Таррес интересовался триалом с детства. Рядом с его домом в Рельинарсе ежегодно проходил триал Сен-Лоранс (Trial de Sant Llorenç), куда Таррес ездил в качестве зрителя. Существует даже рекламный плакат Bultaco 1970-х, на котором чемпион мира по триалу Ирьо Вестеринен проходит трассу, а на заднем плане в толпе зрителей можно найти маленького Хорди Тарреса.
В начале 1980-х Таррес дебютировал в велотриале, вдохновившись выступлением триалиста Андреу Кодины. Он принял участие в локальном триале в Беллатерре, а позже купил профессиональный триальный велосипед Montesita T-15. В то же время старший брат Хорди, Франческо Таррес, принимал участие в Чемпионате Испании по шоссейно-кольцевым гонкам на мотоциклах и убедил своего спонсора стать также спонсором триальных выступлений брата.
В 1982 году Таррес выиграл молодёжный Кубок Европы по велотриалу, а 1983 году повторил успех во взрослой категории. Известна история, в соответствии с которой в 1982 году в Бельгии тренировались каталонские велотриалисты, в числе которой был Таррес. На той же трассе тренировались и мототриалисты, а среди них — чемпион мира Эдди Лежён. Лежён безуспешно пытался преодолеть на мотоцикле один из сложных тренировочных участков и в итоге сдался, после чего тот же участок на глазах Лежёна преодолел на велосипеде Таррес.

## Карьера в мототриале
В 1983 году Таррес купил первый мотоцикл и начал тренировки вместе с братом и их соседом, триалистом Жозепом Касадемонтом. В том же году он принял участие в нескольких гонках среди юниоров; его тренером стал заводской пилот-испытатель Beta Пере Олле. В первые годы профессиональных выступлений Тарреса именно Олле был его менеджером.
В 1985-м Таррес дебютировал на Чемпионате мира по мототриалу, годом позже одержал первую победу и занял 4-е место в общем зачёте. В 1987 году он стал первым испанцем, завоевавшим титул чемпиона мира. После этого Таррес доминировал практически на всех соревнованиях международного уровня, в которых принимал участие, в том числе завоевал ещё 6 чемпионских титулов по мототриалу на открытых пространствах.
Также Таррес успешно выступал на Чемпионате Испании, выиграв его девять раз подряд (1986–1994).
В конце сезона 1992 года он разорвал контракт с Beta и стал пилотом каталонского бренда Gas Gas. В 1997 году он объявил об окончании спортивной карьеры и стал спортивным директором Gas Gas (этот пост он занимал вплоть до 2006 года). В родном Рельинарсе Таррес основал триальную школу, которую прошли известные триалисты — в частности, будущие чемпионы мира Адам Рага и Альберт Кабестани. Одно время он также владел брендом JT7 по изготовлению оборудования и комплектующих для триала.
В 2010 году Таррес стал одним из соучредителей мотоциклетной компании Jotagas и принимал участие в разработке новых моделей. Основная триальная модель Jotagas носит названия JTG и обыгрывает как название компании, так и инициалы Тарреса. Также у Тарреса была собственная триальная команда SPEA Tarrés Trial Team.
В 2013-м Таррес покинул Jotagas и с новыми партнёрами основал ещё одну мотоциклетную компанию — TRS. С 2016 года основным гонщиком TRS является Адам Рага. Команда одержала в различных зачётах Чемпионата мира по мототриалу более 20 побед, а в 2020 и 2021 годах выиграла Кубок производителей Чемпионата мира. В разные годы ряд пилотов завоёвывали на TRS чемпионские титулы: Вивиан Вахс (2019, Молодёжный чемпионат мира среди женщин), Инвейг Хаконсен (2019, Чемпионат Европы среди женщин), Мартин Тоби (2021, Молодежный чемпионат мира).

## Результаты выступлений в Чемпионате мира по мототриалу на открытом воздухе
| Год  | Мотоцикл | 1      | 2      | 3      | 4      | 5      | 6      | 7       | 8      | 9      | 10      | 11     | 12     | 13     | 14     | 15     | 16     | 17     | 18     | 19     | Место | Очки |
| ---- | -------- | ------ | ------ | ------ | ------ | ------ | ------ | ------- | ------ | ------ | ------- | ------ | ------ | ------ | ------ | ------ | ------ | ------ | ------ | ------ | ----- | ---- |
| 1985 | Beta     | ESP 13 | BEL 20 | GBR 8  | IRL 16 | FRA 12 | USA    | AUT 18  | POL 8  | FIN 20 | SWE 16  | SUI 5  | GER 11 |        |        |        |        |        |        |        | 11    | 39   |
| 1986 | Beta     | BEL 12 | GBR 4  | IRL 9  | ESP 5  | FRA 6  | USA 1  | CAN 7   | GER 4  | AUT 3  | ITA 2   | SWE 8  | FIN 4  |        |        |        |        |        |        |        | 4     | 140  |
| 1987 | Beta     | ESP    | BEL 3  | GBR 2  | IRL 1  | GER 1  | FRA 2  | USA 4   | AUT 1  | ITA 1  | CZE 1   | SUI 1  | SWE 1  |        |        |        |        |        |        |        | 1     | 202  |
| 1988 | Beta     | ESP 3  | GBR 4  | IRL 6  | LUX 4  | GER 2  | AUT 1  | FRA 2   | BEL 1  | ITA 1  | SWE 2   | FIN 1  | POL 3  |        |        |        |        |        |        |        | 2     | 197  |
| 1989 | Beta     | GBR 6  | IRL 4  | ITA 1  | USA 1  | CAN 1  | FRA 1  | SWI 1   | ESP 1  | AUT 1  | CZE 1   | GER 1  | LUX 1  |        |        |        |        |        |        |        | 1     | 223  |
| 1990 | Beta     | IRL 1  | GBR 1  | USA 1  | CAN 1  | BEL 2  | GER 1  | SWE 3   | FIN 1  | ESP 3  | ITA 1   | POL 1  | SWI 2  |        |        |        |        |        |        |        | 1     | 224  |
| 1991 | Beta     | LUX 1  | GBR 3  | IRL 1  | BEL 1  | FRA 3  | ESP 1  | POL 3   | AUT 2  | ITA 1  | FIN 4   | SWE 1  | CZE 2  |        |        |        |        |        |        |        | 1     | 212  |
| 1992 | Beta     | ESP 3  | BEL 3  | GBR 2  | IRL 1  | FRA 4  | AND 1  | CZE 1   | POL 1  | GER 5  | ITA 4   | CAN 5  | USA 3  |        |        |        |        |        |        |        | 2     | 190  |
| 1993 | Gas Gas  | LUX 5  | BEL 1  | GER 1  | CZE 1  | POL 1  | ITA 1  | FRA 2   | AND 4  | ESP 1  | SWE 4   | FIN 2  | GBR 3  |        |        |        |        |        |        |        | 1     | 206  |
| 1994 | Gas Gas  | IRL 1  | GBR 3  | BEL 4  | GER 1  | CZE 1  | FRA 1  | USA 1   | ESP 1  | ITA 2  | SWI 1   |        |        |        |        |        |        |        |        |        | 1     | 185  |
| 1995 | Gas Gas  | LUX 3  | GBR 1  | IRL 3  | BEL 1  | POL 3  | ITA 1  | ESP 2   | FRA 1  | AND 1  | FIN 2   |        |        |        |        |        |        |        |        |        | 1     | 179  |
| 1996 | Gas Gas  | ESP 2  | GBR 8  | IRL 3  | USA 1  | CAN 3  | FRA 3  | ITA 5   | GER 1  | CZE 3  | BEL 1   |        |        |        |        |        |        |        |        |        | 3     | 156  |
| 1997 | Gas Gas  | ESP1 3 | ESP2 7 | LUX1 4 | LUX2 6 | BEL1 8 | BEL2 6 | RSM1 11 | RSM2 7 | ITA 10 | FRA1 10 | FRA2 6 | AND1 9 | AND2 7 | USA1 2 | USA2 4 | CZE1 9 | CZE2 6 | GER1 7 | GER2 3 | 5     | 188  |

## Результаты выступлений в Чемпионате мира по мототриалу в закрытых помещениях
| Год  | Мотоцикл       | 1      | 2      | 3      | 4      | 5      | 6      | 7      | 8      | 9      | 10     | 11     | 12     | 13     | 14     | 15     | 16    | Место | Очки |
| ---- | -------------- | ------ | ------ | ------ | ------ | ------ | ------ | ------ | ------ | ------ | ------ | ------ | ------ | ------ | ------ | ------ | ----- | ----- | ---- |
| 1993 | Beta / Gas Gas | ESP1 7 | ESP2 2 | ITA    | ESP3 2 | AND 3  | FIN    | ESP4 2 | FRA1 1 | FRA2   | ESP5 1 | GER    | FRA3 1 | FRA4 1 | ESP6 6 |        |       | 4     | 825  |
| 1994 | Gas Gas        | ESP1 2 | FRA1   | ITA    | FRA2   | ESP2 2 | ESP3 1 | AND 1  | FIN 1  | ESP4 2 | FRA3 4 | ESP5 2 | GER 1  | FRA4 2 | FRA5 5 | ESP6 1 | MON 3 | 2     | 1009 |
| 1995 | Gas Gas        | ESP1 1 | ESP2 2 | ITA1   | ESP3 1 | FRA1 2 | FIN 3  | ESP4 1 | FRA2 1 | FRA3   | ESP5 4 | MON 6  | ESP6 1 | FRA4   | FRA5   | ITA2 2 |       | 2     | 826  |
| 1996 | Gas Gas        | FRA1   | ESP1 2 | ESP2 4 | FRA2 7 | AND 3  | FRA3   | ESP3 3 | FRA4 5 | MON    | ESP4 6 |        |        |        |        |        |       | 4     | 90   |
| 1997 | Gas Gas        | ITA    | GBR    | GER    | FRA1   | ESP1 6 | FIN    | ESP2 3 | FRA2   | MON    |        |        |        |        |        |        |       | 8     | 25   |